# Prawo pocztowe (ustawa 2003)
Ustawa z dnia 12 czerwca 2003 r. – Prawo pocztowe – polska ustawa, uchwalona przez Sejm, regulująca kwestie prawne związane z działalnością pocztową, uchylona z dniem 1 stycznia 2013.
Ustawa określała:
- zasady prowadzenia działalności pocztowej,
- zasady świadczenia usług pocztowych,
- zasady odpowiedzialności za niewykonanie lub nienależyte wykonanie usług pocztowych,
- zasady kontroli działalności pocztowej.

## Nowelizacje
Ustawę znowelizowano wielokrotnie. Ostatnia zmiana weszła w życie w 2011 roku.